# Мояно
Моя̀но (на италиански: Moiano) е малко градче и община в Южна Италия, провинция Беневенто, регион Кампания. Разположено е на 271 m надморска височина. Населението на общината е 4129 души (към 2012 г.).